# Borgman (film)
Borgman – holenderski thriller z 2013 roku w reżyserii Alexa van Warmerdama.

## Obsada
- Jan Bijvoet(inne języki) jako Camiel Borgman
- Hadewych Minis(inne języki) jako Marina
- Jeroen Perceval(inne języki) jako Richard
- Alex van Warmerdam jako Ludwig
- Tom Dewispelaere(inne języki) jako Pascal
- Sara Hjort Ditlevsen(inne języki) jako Stine
- Elve Lijbaart jako Isolde
- Dirkje van der Pijl jako Rebecca

i inni.

## Fabuła
Camiel Borgman jest bezdomnym żyjącym pod ziemią. Jego spokój zakłócają trzej mężczyźni, wśród nich jeden ksiądz, którzy chcą go zabić. Borgmanowi udaje się uciec. Ostrzega jeszcze dwóch swoich przyjaciół, tak jak on, bezdomnych żyjących pod ziemią. Borgman udaje się do luksusowej dzielnicy prosząc o zgodę na kąpiel. W końcu trafia do domu Richarda i Mariny. Richard go wyrzuca dotkliwie bijąc. Jednak Marina po kryjomu pozwala mu na kąpiel pod nieobecność męża. Później pozwala mu schronić się w domku dla gości. Coraz bardziej mu ustępuje. Marina chce zatrzymać Borgmana. Ogrodnik Richarda i Mariny zostaje zamordowany przez Borgmana. W końcu Borgman otrzymuje propozycję pracy jako ogrodnik u Richarda i Mariny. Na rozmowę zjawia się ogolony i ostrzyżony. Richard nie poznaje go i daje mu pracę. Wkrótce zjawiają się również dwaj przyjaciele Borgmana. Pracują jako jego pomocnicy. Zaczynają się dziać dziwne rzeczy. Ludzie pod ich wpływem zmieniają się. Dzieci Richarda i Mariny zabrane przez przyjaciół Borgmana do kanału chorują, a wezwany lekarz zostaje zamordowany. Marina w końcu mówi Borgmanowi „Richard musi umrzeć”.